# Tribunal judiciaire de Caen
Le tribunal judiciaire de Caen est une juridiction française, siège de l'autorité judiciaire dans le département du Calvados.
En 2015, sont rassemblés dans le nouveau palais de justice de Caen, construit sur la Presqu'île, le tribunal de grande instance (autrefois dans le palais Fontette) et le tribunal d'instance (autrefois dans une aile de l'hôtel Daumesnil). L'institution est officiellement créée en 2020.